# Венчальные иконы

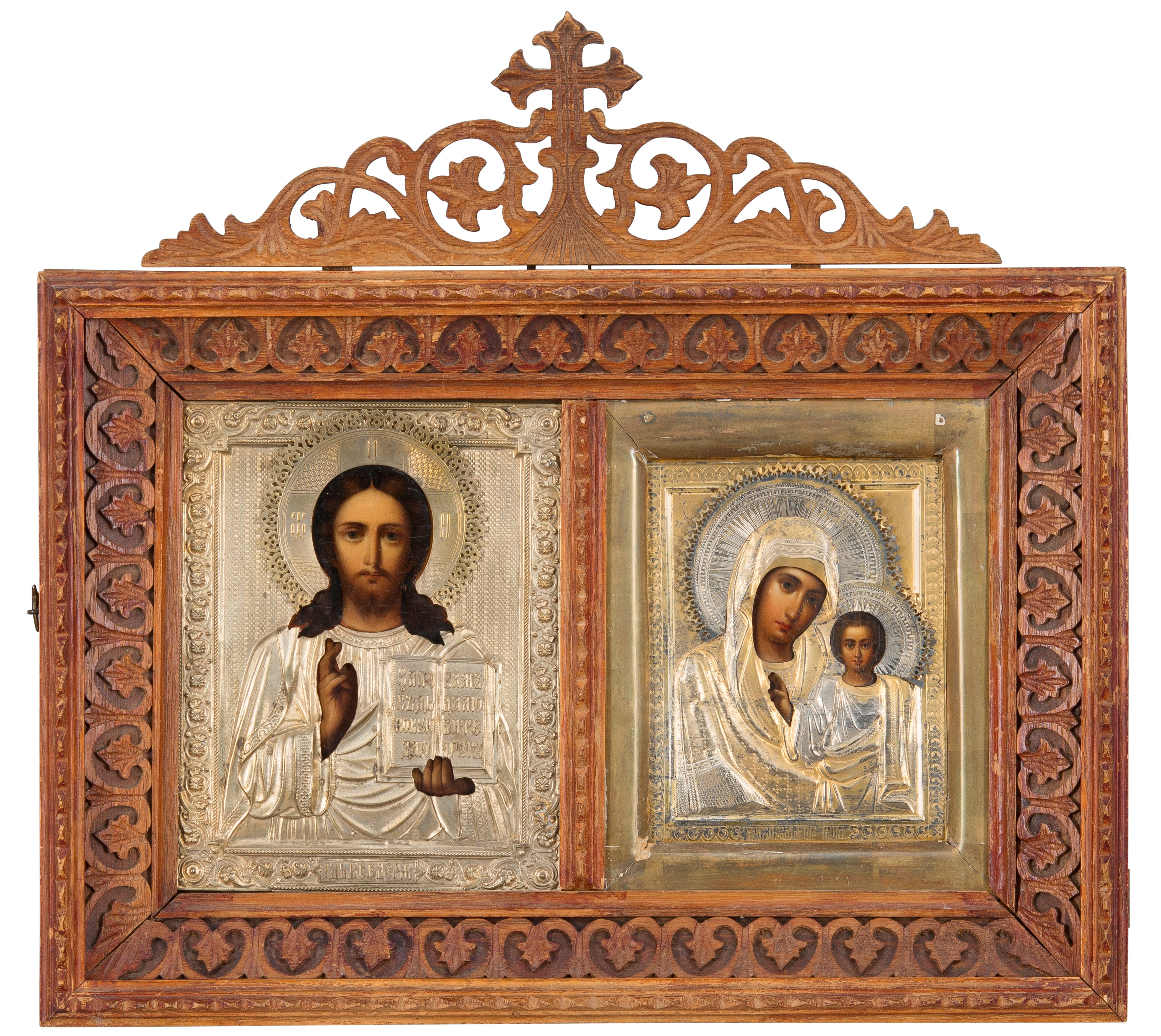

Венчальная пара — условное название для иконописной композиции из двух икон: Спасителя и Пресвятой Богородицы, которые используются при таинстве венчания для благословения.
После окончания церемонии венчания молодые супруги размещают свои венчальные иконы в красном углу своего дома.